# جون فيليب لاو
جون فيليب لاو (بالإنجليزية: John Phillip Law)‏ هو ممثل أمريكي، ولد في 7 سبتمبر 1937 بهوليوود في الولايات المتحدة، وتوفي في 13 مايو 2008 بلوس أنجلوس في الولايات المتحدة بسبب سرطان.

## أعمال

### أفلام
- (1966) الروس قادمون
- (1973) رحلة سندباد الذهبية
- (1976) ذا كساندرا كروسينغ

## وصلات خارجية
- جون فيليب لاو على موقع IMDb (الإنجليزية)
- جون فيليب لاو على موقع ألو سيني (الفرنسية)
- جون فيليب لاو على موقع أول موفي (الإنجليزية)
- جون فيليب لاو على موقع قاعدة بيانات برودواي على الإنترنت (الإنجليزية)
- جون فيليب لاو على موقع قاعدة بيانات برودواي على الإنترنت (الإنجليزية)
- جون فيليب لاو على موقع قاعدة بيانات الأفلام السويدية (السويدية)
- جون فيليب لاو على موقع إن إن دي بي (الإنجليزية)
- جون فيليب لاو على موقع قاعدة بيانات الفيلم (الإنجليزية)
- جون فيليب لاو على موقع كينوبويسك (الروسية)